# Franz Osten
Pour les articles homonymes, voir Osten.
Franz Osten, né le 23 décembre 1876 à Munich et mort le 2 janvier 1956  à Bad Aibling, en Bavière, est un réalisateur allemand.

## Biographie
Franz Osten est parmi les premiers cinéastes à travailler aux studios Bombay Talkies fondés par Himansu Rai. Osten et Rai réalisent les premiers films à succès indiens comme Jeevan Naiya (en) et Achhut Kanya, tous deux sortis en 1936.

## Filmographie partielle
- 1925 : Prem Sanyas
- 1928 : La Dame en noir (Die Dame in Schwarz)
- 1928 : Shiraz
- 1929 : A Throw of Dice (Prapancha pash, La Partie de dés)
- 1936 : Achhut Kanya
- 1937 : Prem Kahani
- 1938 : Nirmala